# Tituly a vyznamenání Farah Pahlaví

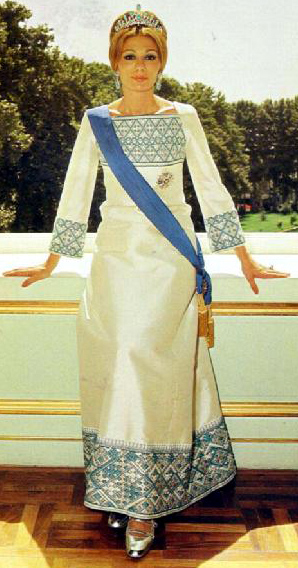
Íránská císařovna Farah Pahlaví

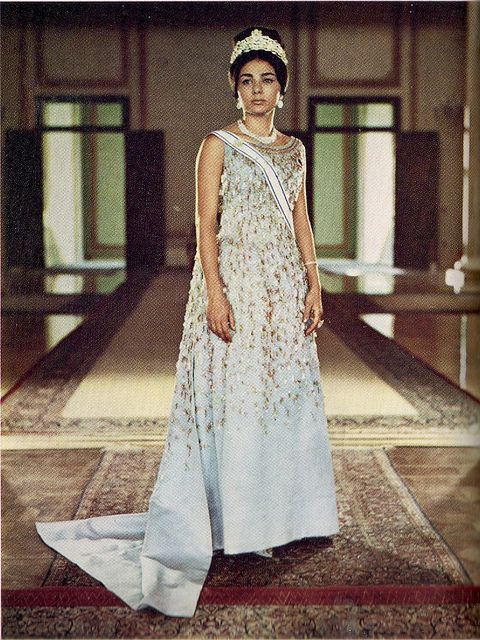
Farah Pahlaví s velkostuhou Řádu Plejád

Farah Pahlaví, bývalá íránská císařovna, obdržela během svého života řadu národních i zahraničních vyznamenání a titulů. Byla také držitelkou několika čestných doktorátů. 

## Tituly
- 1959–1961: malekeh Farah Pahlaví
- 1961–1980: šáhbanú Farah Pahlaví[1]
  - 1967–1970 císařovna Farah Pahlaví

Erb Farah Pahlaví jakožto dámy velkokříže Řád Isabely Katolické

## Vyznamenání

### Íránská vyznamenání
- velmistyně a dáma velkostuhy Řádu Plejád I. třídy – 21. prosince 1959
- Pamětní medaile 2500. výročí Perské říše

### Zahraniční vyznamenání
- Argentina
  -  velkokříž Řádu osvoboditele generála San Martína – květen 1965
- Belgie
  -  velkokříž Řádu Leopolda – 17. listopadu 1964
- Brazílie
  -  velkokříž Řádu Jižního kříže – 3. května 1965
- Brunej
  -  Královský rodinný řád koruny Bruneje
- Československo
  -  Řád Bílého lva I. třídy s řetězem, civilní skupina – 20. listopadu 1969[2]
  -  Řád Bílého lva I. třídy s řetězem, civilní skupina – 25. srpna 1977[2]
- Dánsko
  -  rytíř Řádu slona – 3. května 1963[3]
- Etiopské císařství
  -  řetěz Řádu královny ze Sáby – 14. září 1964
- Finsko
  -  velkokříž s řetězem Řádu bílé růže – 1970[4]
- Francie
  -  velkokříž Řádu čestné legie – 16. října 1963
- Itálie
  -  velkokříž s řetězem Řádu zásluh o Italskou republiku – 15. prosince 1974[5]
- Japonsko
  -  Řád drahocenné koruny I. třídy – 1968
- Jordánsko
  -  velkostuha Nejvyššího řádu renesance
- Jugoslávie
  -  velkohvězda Řádu jugoslávské hvězdy – 3. června 1966
- Malajsie
  -  Řád říšské koruny – únor 1968
- Maroko
  - Řád Muhammada I. třídy
- Mexiko
  -  velkokříž Řádu aztéckého orla
- Německo
  -  velkokříž speciální třídy Záslužného řádu Spolkové republiky Německo – 1967
- Nizozemsko
  -  velkokříž Řádu nizozemského lva – 26. září 1963
  - Výroční medaile stříbrné svatby královny Juliány a prince Bernharda
- Norsko
  -  velkokříž Řádu svatého Olafa – 8. ledna 1965
- Polsko
  -  velkokříž Řádu znovuzrozeného Polska – 1966[6]
- Rakousko
  -  velkohvězda Čestného odznaku Za zásluhy o Rakouskou republiku – 1965[7]
- Španělsko
  -  velkokříž Řádu Isabely Katolické – 8. října 1969[8]
- Švédsko
  -  rytíř Řádu Serafínů – 29. dubna 1960
- Thajsko
  -  Řád Mahá Čakrí
- Tunisko
  -  velkostuha Řádu nezávislosti – 15. března 1965

### Nestátní ocenění
- čestný občan Bruges-Capbis-Mifaget
- Steiger Award
- Südwestfalen Charlie Award
- Cena míru Telavivské univerzity

## Akademické tituly
- čestný doktorát na Národní íránské univerzitě
- zahraniční člen Académie des beaux-arts
- čestný doktorát na American University[9]